# Vincent Landel
Vincent Louis Marie Landel (Meknès, 26 febbraio 1941) è un arcivescovo cattolico francese, dal 29 dicembre 2017 arcivescovo emerito di Rabat, in Marocco.

## Biografia
Nasce in Marocco da una famiglia francese.

### Formazione e ministero sacerdotale
Compie gli studi iniziali in Marocco ed in seguito si trasferisce in Francia, dove si laurea all'Università Sorbona di Parigi.
Entra nella Congregazione del Sacro Cuore di Gesù di Bétharram ed emette la sua prima professione religiosa il 30 settembre 1960. Segue i corsi di filosofia e di teologia dapprima nel seminario di Beit Jala del patriarcato di Gerusalemme dei Latini e poi in quello di Bordeaux.
Il 29 giugno 1969 è ordinato presbitero.
Professore di matematica e fisica al collegio Charles de Foucauld di Casablanca, direttore del medesimo collegio fino al 1982, quando viene nominato, all'interno del suo Istituto, superiore provinciale di Francia.
Durante il capitolo generale del 1987 è nominato membro del consiglio superiore della Congregazione di Bétharram, con residenza a Roma.
Terminato il suo mandato nel 1993, ritorna in Francia, dove è nominato direttore del collegio che la medesima congregazione dirige nella casa madre di Bétharram.

### Ministero episcopale
Il 3 dicembre 1999 è nominato arcivescovo coadiutore di Rabat in Marocco. Riceve la consacrazione episcopale il 26 febbraio 2000. Succede alla medesima sede il 5 maggio 2001.
Dal febbraio 2006 al 1º marzo 2012 e dal 21 novembre 2012 al 7 marzo 2015, è stato presidente della Conferenza episcopale regionale del Nordafrica (Conférence Episcopale Regionale du Nord de l'Afrique, CERNA), che raggruppa gli episcopati di Marocco, Algeria, Tunisia, Libia e Sahara Occidentale.
Dimessosi per raggiunti limiti d'età il 29 dicembre 2017, si ritira nella comunità bétharramita di Pibrac, nei pressi di Tolosa.

## Genealogia episcopale
La genealogia episcopale è:
- Cardinale Guillaume d'Estouteville, O.S.B.Clun.
- Papa Sisto IV
- Papa Giulio II
- Cardinale Raffaele Sansone Riario
- Papa Leone X
- Papa Paolo III
- Cardinale Francesco Pisani
- Cardinale Alfonso Gesualdo di Conza
- Papa Clemente VIII
- Cardinale Pietro Aldobrandini
- Cardinale Laudivio Zacchia
- Cardinale Antonio Barberini, O.F.M.Cap.
- Cardinale Marcantonio Franciotti
- Cardinale Giambattista Spada
- Cardinale Carlo Pio di Savoia
- Arcivescovo Giacomo Palafox y Cardona
- Cardinale Luis Manuel Fernández de Portocarrero-Bocanegra y Moscoso-Osorio
- Patriarca Pedro Portocarrero y Guzmán
- Vescovo Silvestre García Escalona
- Vescovo Julián Domínguez y Toledo
- Vescovo Pedro Manuel Dávila Cárdenas
- Arcivescovo Domingo Pantaleón Álvarez de Abreu
- Arcivescovo Manuel José Rubio y Salinas
- Vescovo Manuel de Matos, O.F.M.Disc.
- Vescovo Juan de La Fuente Yepes
- Vescovo Pierre Brigot, M.E.P.
- Vescovo Luigi (Luigi Maria di Gesù) Pianazzi, O.C.D.
- Vescovo Antonio (Pietro d'Alcántara di San Antonio) Ramazzini, O.C.D.
- Vescovo Paolo Antonio (Raimondo di San Giuseppe) Boriglia, O.C.D.
- Vescovo Louis-Charles-Auguste Hébert, M.E.P.
- Vescovo Clément Bonnand, M.E.P.
- Vescovo Etienne-Louis Charbonnaux, M.E.P.
- Arcivescovo François-Jean-Marie Laouënan, M.E.P.
- Arcivescovo Joseph-Adolphe Gandy, M.E.P.
- Vescovo Hugues-Madelain Bottero, M.E.P.
- Arcivescovo Elie-Jean-Joseph Morel, M.E.P.
- Arcivescovo Auguste-Siméon Colas, M.E.P.
- Arcivescovo Ambrose Rayappan
- Cardinale Duraisamy Simon Lourdusamy
- Arcivescovo Hubert Louis Marie Félix Michon
- Arcivescovo Vincent Louis Marie Landel, S.C.I. di Béth.